# راجيندرا تشاودري
راجيندرا تشاودري هو سياسي هندي، ولد في 25 أغسطس 1955 في جودبور في الهند. نشط حزبياً في المؤتمر الوطني الهندي. وقد انتخب Member of the Rajasthan Legislative Assembly ‏.

## وصلات خارجية
- الموقع الرسمي